# 알카피룬
수라 알카피룬(아랍어: سورة الكافرون ‘알카피룬’[*])는 꾸르안의 109번째 수라(장)이다. 여기서의 알 카피룬은 "일러가로되"라는 말에서 나오게 되었다고 전해진다.

## 번역

### 한국어 번역
- 불신자들에게 일러가로되
- 너희가 숭배하는 것을 내가 숭배하지 아니하며
- 내가 경배하는 분을 너희가 경배하지 아니하고
- 너희가 숭배했던 것들을 내가 숭배하지 아니할 것이며
- 내가 경배한 그분을 너희가 경배하지 않을 것이니
- 너희에게는 너희의 종교가 있고 나에게는 나의 종교가 있을 뿐이라

### 다언어 번역
109:1
Say, "O disbelievers,
불신자들에게 일러가로되
قُلْ يَا أَيُّهَا الْكَافِرُونَ
قل يا أيها الكافرون

109:2
I do not worship what you worship.
너희가 숭배하는 것을 내가 숭배하지 아니하며
لَا أَعْبُدُ مَا تَعْبُدُونَ
لا أعبد ما تعبدون

109:3
Nor are you worshippers of what I worship.
내가 경배하는 분을 너희가 경배하지 아니하고
وَلَا أَنتُمْ عَابِدُونَ مَا أَعْبُدُ
ولا أنتم عابدون ما أعبد

109:4
Nor will I be a worshipper of what you worship.
너희가 숭배했던 것들을 내가 숭배하지 아니할 것이며
وَلَا أَنَا عَابِدٌ مَّا عَبَدتُّمْ
ولا أنا عابد ما عبدتم

109:5
Nor will you be worshippers of what I worship.
내가 경배한 그분을 너희가 경배하지 않을 것이니
وَلَا أَنتُمْ عَابِدُونَ مَا أَعْبُدُ
ولا أنتم عابدون ما أعبد

109:6
For you is your religion, and for me is my religion.
너희에게는 너희의 종교가 있고 나에게는 나의 종교가 있을 뿐이라
لَكُمْ دِينُكُمْ وَلِيَ دِينِ
لكم دينكم ولي دين
| 이 전 알까흐프 | 수라 109 (아랍어 원문) | 다 음 알나스르 (수라) |
| 1 2 3 4 5 6 7 8 9 10 11 12 13 14 15 16 17 18 19 20 21 22 23 24 25 26 27 28 29 30 31 32 33 34 35 36 37 38 39 40 41 42 43 44 45 46 47 48 49 50 51 52 53 54 55 56 57 58 59 60 61 62 63 64 65 66 67 68 69 70 71 72 73 74 75 76 77 78 79 80 81 82 83 84 85 86 87 88 89 90 91 92 93 94 95 96 97 98 99 100 101 102 103 104 105 106 107 108 109 110 111 112 113 114 |                        |                       |